# Sukakarya (Sukanagara)
Sukakarya is een bestuurslaag in het regentschap Cianjur van de provincie West-Java, Indonesië. Sukakarya telt 4420 inwoners (volkstelling 2010).